# Meteugoa fasciosa
Meteugoa fasciosa là một loài bướm đêm thuộc phân họ Arctiinae, họ Erebidae.